# Гриновцы (Ивано-Франковская область)
Грино́вцы (укр. Гринівці) — село в Тлумачской городской общине Ивано-Франковского района Ивано-Франковской области Украины.
Население по переписи 2001 года составляло 1193 человека. Занимает площадь 15,243 км². Почтовый индекс — 78006. Телефонный код — 03479.

## История

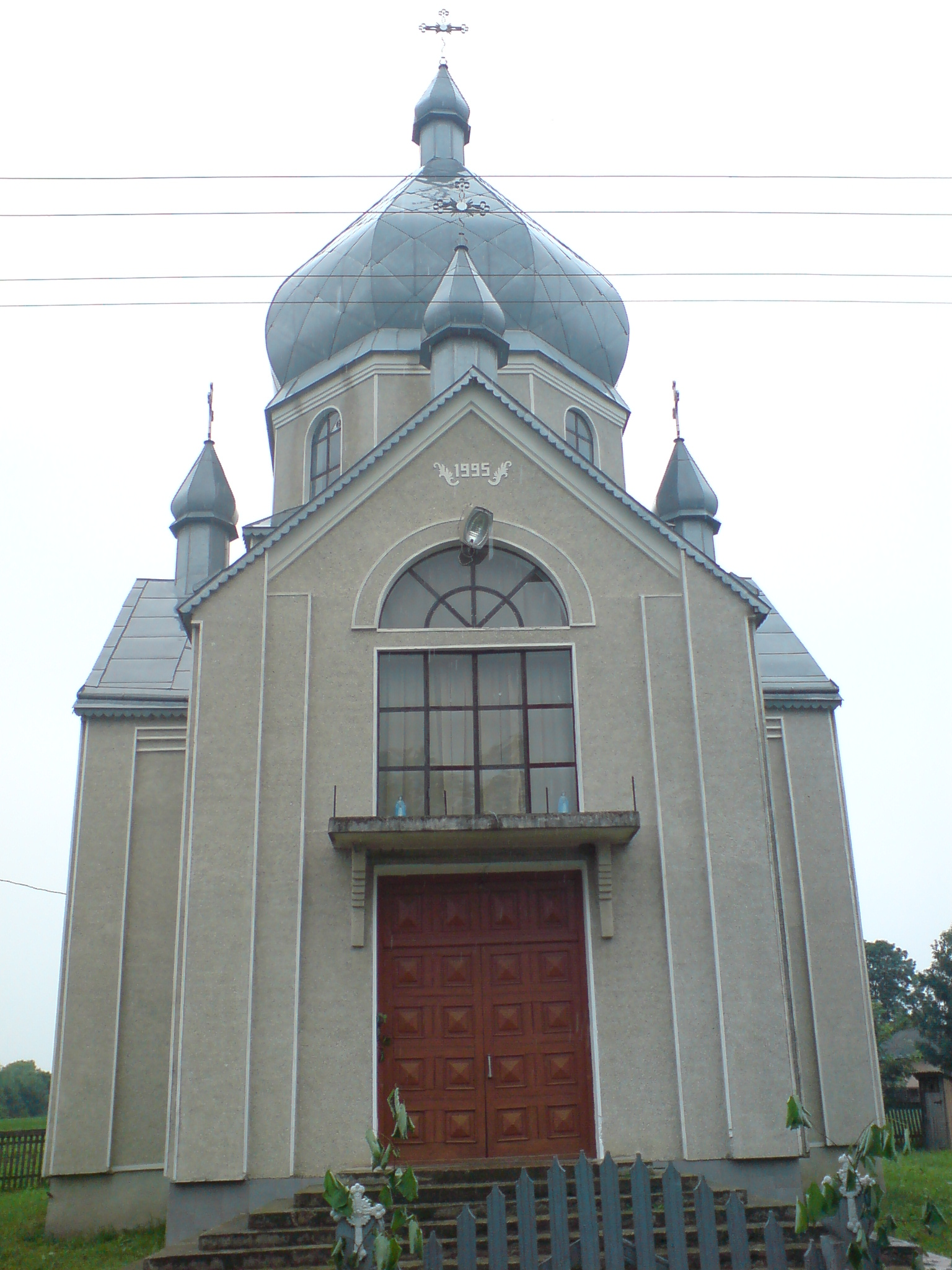
Церковь

Первое письменное упоминание 1447 г. В 1944-1946 годах ОУНовцы убили в селе 78 поляков
В советское время построен колхоз.В 1974 году в селе похоронили известного в Тлумацком деканате священника Зеновия Киселевского, во время похорон отец Блавацкий из Ходорова призвал верных УГКЦ идти стопами усопшего. На похоронах был и будущий епископ и митрополит Василий (Семенюк)
В селе действует немецкая агрофирма с 2000-х годов. В 2013 году в селе сгорел сельский клуб.
21 сентября 2018 г. в селе с визитацией побывал епископ Коломыйский Василий (Ивасюк) это был первый приезд епископа униатов со времен подполье УГКЦ.
В 2019 году открыта часовня на могиле отца Зеновия Кисевеского. Освятил митрополит Ивано-Франковский Владимир (Вийтишин)
15 сентября 2024 года село посетил управляющий Ивано-Франковской епархии ПЦУ Андрей (Абрамчук) и взял участие в празднование 30-ти лет от основание церкви

## Религия
В селе действует приход УГКЦ (настоятель о. Николай Притула) и приход ПЦУ (настоятель Михаил Моздир)

### Шематизм настоятелей УГКЦ
- Зеновий Януарий Киселевский (1893-1974) священник села[3] с 1924 по 1938 год
- Петр Скрипник [9] (1957-2022)
- Михаил Халабарчук (1971-2019) на парафии с 2005 по 2019 год[10]
- Николай Притула с 2019 года

## Население
- 1989 год 1379 человек
- 2001 год 1192 человек
- 2022 год 1011 человек[11]

## Археология
Найдено орудия труда эпохи палеолита.

## Памятки
- Памятник-обелиск жертв националистического террора (утрачен)

### Церковь Рождества Пресвятой Девы Марии УГКЦ (1995 г.)
Освящен 21 сентября 2018 года епископом Василием (Ивасюком)

## Известные люди
- Эмилиян Бородайкевичь (1839-?) — сотрудник парафии Рождества Пресвятой Девы Марии
- Борута Ярослав Иосифович — известный тенор, родился в селе
- Владимир (Вийтишин) епископ и митрополит Ивано-Франковский УГКЦ побывал в селе в 2019 г. и освятил часовню
- Павел (Василик) еписок Коломыйский УГКЦ
- Василий (Семенюк) еписок и митрополит Тернопольско-Зборовский УГКЦ в 1974 году посетил село
- Андрей (Абрамчук) управляющий Ивано-Франковской епархии ПЦУ в 2024 году посетил село
- Василий (Ивасюк) епископ Коломыйский в 2018 г. посетил село с визитацией
- Киселевский Зеновий греко-католический священник, на протяжении 54-х лет был приходским священником села во время немецкой оккупации глава переходной администрации в городе Надворная.[7]